# ویسایا

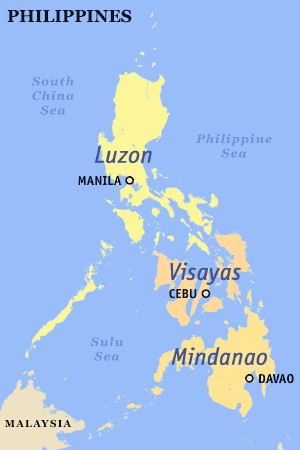
سه گروه جزیره فیلیپین.

ویسایاس و نیز ویسایا نام یکی از سه گروه جزیره اصلی کشور فیلیپین است. لوزون و میندانائو دو گروه بزرگ دیگر از جزایر این کشور را تشکیلی می‌دهند.
جزایر ویسایاس در بخش مرکزی این کشور قرار گرفته‌اند و نامگذاری این گروه به علت احاطه شدن در میان دریای ویسایا است.
جزایر بزرگ ویسایا عبارتند از:
- جزیره سیبو
- جزیره پانای
- جزیره نگروز
- جزیره بهل
- جزیره لیته
- جزیره سامار

1. ↑  
Census of Population (2015): Highlights of the Philippine Population 2015 Census of Population (Report). PSA. Retrieved 20 June 2016.